# Stockbridge, Massachusetts

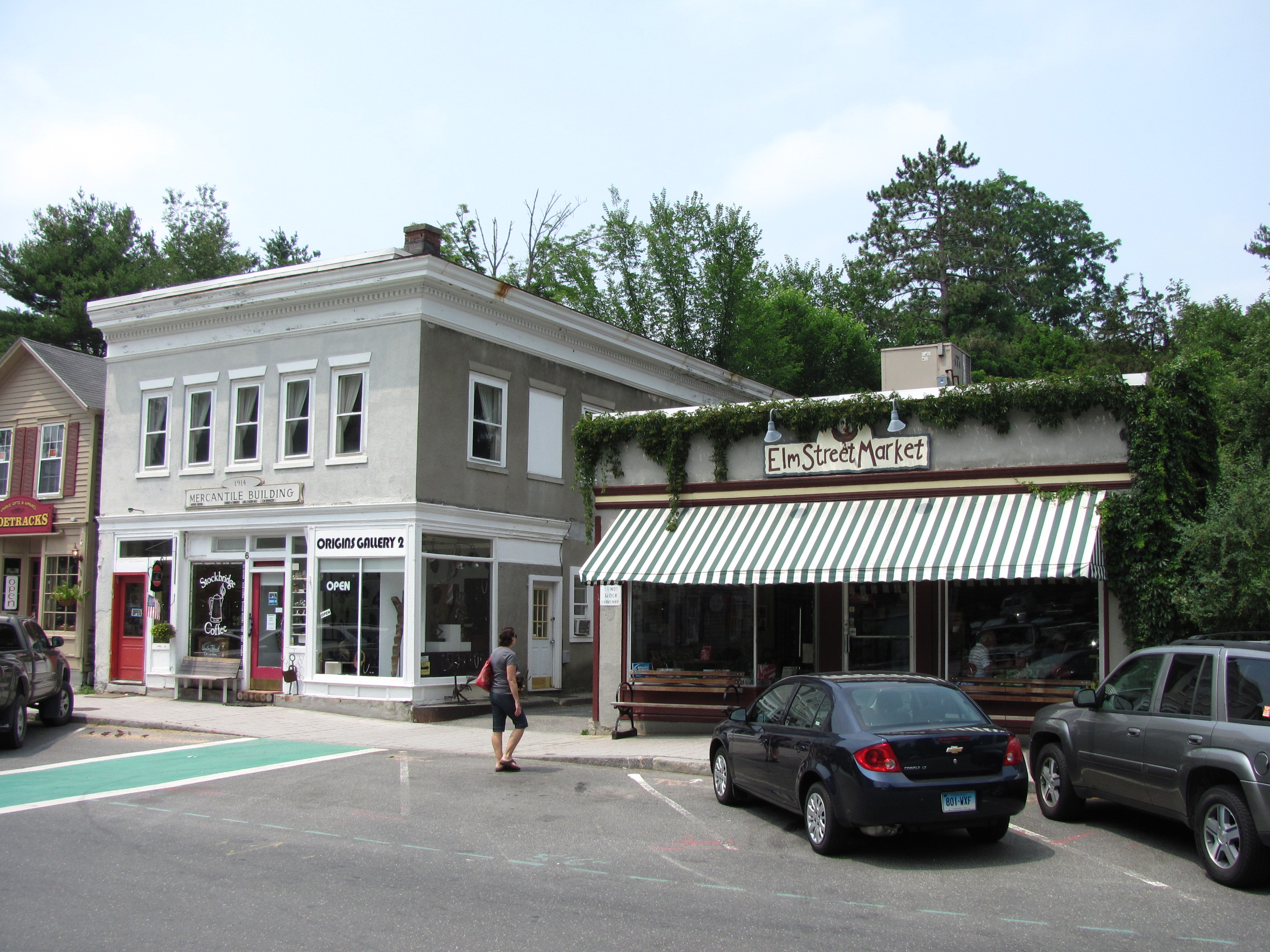

Stockbridge, kommun (town) i Berkshire County, Massachusetts, USA med cirka 2 276 invånare (2000). Kommunen var hemort för tidningsillustratören Norman Rockwell och ett museum finns uppfört med hans illustrationer. Stockbridge har också ett av USA:s äldsta ännu verksamma hotell Red Lion Inn.